# Deutscher Fußball-Verband
Deutscher Fußball-Verband (DFV) – ogólnokrajowy związek sportowy, który działał na terenie byłej Niemieckiej Republiki Demokratycznej. Będący jedynym prawnym reprezentantem wschodnioniemieckiej piłki nożnej, zarówno mężczyzn, jak i kobiet, we wszystkich kategoriach wiekowych w kraju i za granicą. Związek piłkarski NRD został założony w dniu 3 lipca 1950 roku i w 1952 roku został przyjęty do FIFA. 1954 została członkiem UEFA.
Po zjednoczeniu Niemiec związek został rozwiązany w dniu 20 listopada 1990 roku.